# Économie de la Tanzanie
L'économie de la Tanzanie est, à bien des égards,, typique d'un pays en voie de développement : essentiellement axée sur l'agriculture et l'industrie minière, elle dispose d'une base industrielle quasi inexistante et peu compétitive. Le tourisme y constitue une source appréciable et croissante de devises.
Mais le pays est également très différent de la plupart des pays africains, avec une présence marchande arabe et perse sur ses côtes datant des premiers siècles de l'ère commune, et une ville, Zanzibar, qui pendant plusieurs centaines d'années dominera l'économie de toute la région. Plaque tournante du commerce d'or, d'ivoire et d'esclaves, à l'interface des mondes africain, arabe et indien, son hinterland s'étend jusqu'à l'Afrique des Grands Lacs, à près de 1 000 km de distance. L'arrivée des Européens dans le sillage de Vasco de Gama au XVe siècle ne remet pas tout de suite cette domination en question, ceux-ci offrant même de nouveaux marchés pour une denrée locale appréciée, le clou de girofle.
L'installation progressive des empires coloniaux allemand puis britannique relègue cependant la région hors des grands axes de développement. L'accession à l'indépendance, en 1964, voit la jeune république unie du Tanganyka et de Zanzibar (son nom d'origine) se tourner vers un « socialisme africain » d'inspiration maoïste qui se révèle rapidement être un échec : plutôt que de décoller et se moderniser, l'économie du pays s'effondre. La remise en question qui s'ensuivra, à partir du milieu des années 1980, conduira progressivement le pays à revenir sur la scène économique régionale. La libéralisation franche opérée dans les premières années du XXIe siècle, couplée à des efforts de gouvernance, permet l'arrivée massive d'investisseurs étrangers dans tous les secteurs de l'économie. Pour la première fois de sa jeune histoire, ce pays chroniquement sous-développé semble toucher les premiers dividendes de ses efforts.

## Historique
La période précoloniale voit deux zones économiques se partager l'actuelle Tanzanie : à l'ouest, l'Afrique des Grands Lacs, où de petits royaumes bantous (Rwanda, Burundi, Buganda, etc.) règnent sur la région et opèrent un commerce limité. Sur la côte, c'est Zanzibar qui prend l'ascendant, d'abord comme avant-poste pour les marchands arabes et perses et centre des nombreux comptoirs sur la côte est-africaine qui donneront naissance à la culture swahilie. Entre les XIIe et XVe siècle (l'époque chirazie, ou zenj), le commerce côtier prospère et des échanges entre les deux régions s'opèrent, notamment d'ivoire et d'esclaves. Or, peaux de léopard, porcelaine de Chine et tissus d'Inde sont également échangés, et dès le XIIIe siècle les premiers bâtiments en dur apparaissent à Zanzibar pour stocker ces marchandises précieuses.
Le commerce avec la Chine est facilité au XVe siècle avec l'ouverture de routes commerciales maritimes directes avec cet empire mais les routes via le sous-continent indien reprennent leur activité avec l'isolationnisme promulgué par l'empereur Ming Zhengtong en 1443. À cette époque, Zanzibar constitue un sultanat prospère au côté des cités de Mombasa, Lamu, Kilwa Kisiwani et Malindi, plaques tournantes africaines du commerce entre ce continent et les Arabes, Perses et Indiens.
L'arrivée de Vasco de Gama en 1498 marque le début de l'ingérence européenne : dès 1525, la côte est aux mains des Portugais qui l'utilisent pour contrôler les routes commerciales vers les Indes ; Zanzibar passe graduellement sous le contrôle d'Oman, et les lusitaniens sont définitivement évincés en 1698. L'île s'oriente de plus en plus vers le trafic d'esclaves africains, vers le Moyen-Orient ainsi qu'à destination de ses propres plantations de canne à sucre et de clous de girofle.
La multiplication des échanges avec les puissances européennes (britannique notamment, avec lequel un traité commercial est signé en 1792) pèse cependant sur la traite arabe quand les Européens abolissent l'esclavage chez eux et imposent à Zanzibar des zones maritimes interdites aux navires négriers. L'économie locale se réoriente alors vers le giroflier et l'indigotier, et le surplus humain est ainsi directement absorbé par l'île, qui devient un des principaux fournisseurs mondiaux de ces épices. La signature de nouveaux accords commerciaux (États-Unis, 1833) accroît encore le rôle de carrefour économique de l'île, tant et si bien que le sultan d'Oman y déplace sa capitale en 1840, notamment pour appuyer ses revendications sur la côte. Le commerce des esclaves continue de croître, mais la guerre civile de 1856 et l'effondrement des cours du clou de girofle concourent à son abrogation en 1873 (il perdurera clandestinement jusqu'à la fin du siècle).
Suivant les traces des caravanes d'esclaves et d'ivoires qui allaient jusqu'aux confins de l'actuelle république démocratique du Congo, les Européens prennent pied dans la région du Tanganyika au cours du XIXe siècle et contrôlent progressivement l'ensemble des comptoirs zanzibariens. Le déplacement du siège de la Compagnie britannique impériale d'Afrique de l'Est à Mombasa marque la fin de la domination économique de l'île sur les territoires alentour.
La colonisation allemande (1886-1919) marque l'apparition des premières cultures commerciales (café, thé, sisal) ainsi que du chemin de fer. Le territoire passe par la suite aux mains de Britanniques qui font venir de nombreux travailleurs du sous-continent indien, mais la crise de 1929 obère toute politique de développement en provenance de la métropole pour ce territoire sous-peuplé et éloigné.
Après les déclarations d'indépendance de 1961 (Tanganyka) et 1963 (Zanzibar), la république unie de Tanzanie naît en 1964 et, avec la déclaration d'Arusha, le régime se tourne vers un modèle économique socialiste pour son développement. L'économie se centralise, les coopératives sont abolies pour être remplacées par des fermes collectives. À Zanzibar, la situation est encore plus radicale, et nombre de propriétaires indiens et arabes sont expropriés.
En 1968, la Tanzanie, la Zambie et la Chine lancent conjointement la construction d'une ligne de chemin de fer entre la Tanzanie et la Zambie (le "Tanzam"), l'un des plus grands chantiers existant alors dans le monde. Celui-ci dure six ans, mobilisant 50 000 ouvriers chinois et 60 000 africains (le paludisme provoquera la mort de dizaines d'ouvriers). Plus de quarante ans après la fin des travaux, la solidité des infrastructures continue de susciter l'admiration.
La collectivisation des terres est un échec entaché de violences, la planification centralisée de l'économie est inefficace, et le projet de Communauté d'Afrique de l'Est avec le Kenya et l'Ouganda (1967-1977) ne mène à rien. Le premier, plus proche des Occidentaux, se méfie de l'influence exercée par la Chine maoïste sur son voisin, et le second est dirigé par le sanguinaire Idi Amin Dada, qui déclenchera un conflit fin 1978.
La guerre laisse le pays exsangue et couvert de dettes, sans industrie et avec une agriculture improductive. Le régime s'éloigne progressivement des mesures autoritaires prises dans les années 1960 et, avec l'aide de la Banque mondiale et du Fonds monétaire international, se libéralise peu à peu : la propriété privée des moyens de production est réintroduite en 1984, les investissements redirigés vers les infrastructures et les cultures d'exportation. Nyerere, père de l'indépendance, se retire en 1985 et ses divers successeurs poursuivront la réintégration de l'économie tanzanienne dans l'économie mondiale, avec une politique ouvertement favorable aux capitaux étrangers depuis la fin des années 1990. Signe des temps, la Communauté d'Afrique de l'Est renaît de ses cendres en 2001.
Après l'élection de John Magufuli à la présidence en 2015, le pays a amendé les lois régissant l’attribution des contrats d'exploitation minière, se donnant le droit de les renégocier ou de les rompre en cas de fraude avérée. La nouvelle législation supprime par ailleurs le droit des sociétés minières à recourir à un arbitrage international. Le contentieux fiscal avec l'Acacia Mining, accusée d'avoir sensiblement sous-évalué durant des années sa production d'or, s'est finalement soldé par un accord. : la Tanzanie obtient 16 % des parts dans les mines détenues par la multinationale. En revanche, cette politique de lutte anti-corruption a aussi « effrayé les investisseurs, qui craignent désormais d'avoir affaire à la justice tanzanienne, et affaibli la croissance », selon Zitto Kabwe, l'un des responsables du parti d'opposition Chadema.
Avec l'une des plus fortes croissances économique du continent (5,8 % en 2018 et 6 % estimés pour 2019 selon le FMI), le gouvernement tanzanien s'engage dans un vaste programme de développement des infrastructures, en particulier ferroviaires. Le petit port de pêche de Bagamoyo, auquel 10 milliards de dollars d'investissement ont été attribués, devrait devenir le plus grand port d'Afrique en 2030.

## Ressources naturelles
Le secteur minier correspond à environ 3 à 4 % du PIB tanzanien, une proportion que le gouvernement espère porter à 10 % d'ici 2025, notamment par le biais d'une libéralisation du secteur déjà largement entamée dans le courant des années 1990. Les investisseurs, attirés par la politique volontariste engagée au tournant du siècle, versent des royalties sur la valeur extraite (3 % sur la plupart des métaux, 5 % sur les diamants et pierres précieuses) mais ne sont soumis à l'impôt sur les sociétés que lorsque l'investissement initial a été couvert (une clause réévaluée depuis 2006). Les sommes versées au gouvernement sont tout de même passées de 2,2 à 68,9 millions de dollars annuels entre 1997 et 2005, tandis que la valeur exportée faisait un bond de 45 à 693 millions de dollars sur la période 1995-2004. Le secteur, ayant engrangé près de 2 milliards de dollars en 10 ans et désormais industrialisé et contenant plusieurs exploitations à grande échelle, souffre cependant toujours de nombreux désavantages, au premier rang desquels le manque chronique d'infrastructures, ainsi qu'un respect des normes environnementales et de sécurité « abyssal ». Une bureaucratie opaque constitue également un frein à l'investissement, mais l'obtention de licences d'exploration reste simple en comparaison de certains voisins, et le gouvernement semble s'être attelé à simplifier ses lois pour les mettre en ligne avec les besoins des communautés locales après avoir pendant longtemps placé le bien-être de celles-ci loin derrière les besoins d'investisseurs qui n'en demandaient parfois pas tant. De par sa jeunesse, le secteur minier tanzanien est qualifié par les experts d'« immature » : les besoins en formation et équipements sont encore énormes pour profiter, à volumes équivalents, de la même manière aux Tanzaniens qu'au Botswanais (autre nation au sous-sol riche). Enfin, l'industrialisation massive du secteur, si elle profite au pays par le biais d'entrée massive de devises, n'a pas d'effets aussi positifs en termes d'emplois, plusieurs centaines de milliers de petits exploitants artisanaux se retrouvant expropriés ou ne peuvent soutenir la concurrence technologique des grands groupes.
La Tanzanie dispose d'un sous-sol relativement riche et, surtout, encore largement sous - voire non exploité : métaux pauvres (fer, nickel) et nobles (or), diamants et pierres précieuses (dont certaines, telle la tanzanite, ne sont trouvées que dans la région), charbon, uranium, ainsi que divers minerais industriels comme le kaolin, le gypse ou les phosphates. Des dépôts de gaz, pétrole et cobalt ont également été repérés.
Or et diamants constituent la base historique de l'industrie minière tanzanienne. La croissance du secteur, tirée par l'extraction aurifère, est générale : tant l'exploration que l'exploitation que les activités annexes (négoce) croissent à un rythme soutenu, la valeur des exportations de minerais croissant de près de 17 % entre 2003 et 2004. C'est donc sans surprise que les exportations de minéraux, or en tête, constituent plus de la moitié du commerce extérieur tanzanien.
Le Conseil national de gestion de l'environnement (National Environment Management Council), créé en 1983 et placé directement sous l'autorité du vice-président, a vu ses pouvoirs renforcés à partir de 1997 et constitue l'autorité de régulation du secteur ; la Tanzania Chamber of Minerals and Energy regroupe pour sa part les représentants de l'industrie, négociant avec un gouvernement qui essaie désormais de récupérer une portion plus substantielle des énormes revenus générés. La large victoire remportée par le président Kikwete aux élections de 2005 (80 % des voix) l'a également incité à s'atteler au rééquilibrage des relations entre partenaires privés et public, que ce soit par au niveau de la répartition des revenus ou à celui des salaires versés aux mineurs, particulièrement bas pour le secteur.

### Minerais

Répartitions des ressources naturelles tanzaniennes
Gem : Gemmes ; Kao : Kaolin ; Rub : Rubis ; Tan : Tanzanite
Sources : Mantra Resources, Resourceinvestor.com, Gouvernement tanzanien

#### Diamants et pierres précieuses
Diamants et pierres précieuses se trouvent dans les ceintures occidentales et orientales qui traversent le pays depuis le Kenya jusqu'au Mozambique, ainsi que dans les régions de Mbeya et Rukwa.
Le pays produit et exporte ses diamants depuis plusieurs dizaines d'années, l'exploitation commerciale de la mine de Mwadui (au sud-est de Mwanza) ayant débuté en 1925. Son exploitant, Williamson Diamonds Ltd. (WDL), est contrôlé à 75 % par le géant De Beers, en partenariat avec le gouvernement (25 %). Une campagne d'exploration menée sur tout le territoire par WDL pendant les années 1940-70 a permis de recenser près de 300 cheminées de kimberlite, dont 20 % seraient réputées diamantifères ; les données recueillies sont cependant de mauvaise qualité, et de nouveaux efforts d'exploration sont en cours. Mwadui, qui fut un temps l'une des cheminées les plus productives du monde, s'épuise progressivement après avoir produit près de 20 millions de carats. La production a ainsi chuté de 320 000 à un peu plus de 100 000 carats entre 2000 et 2006,. Il convient également de relever que près de 20 000 carats sont extraits annuellement de manière illégale (ou simplement volés), la sécheresse et le manque de terre poussant régulièrement les paysans pauvres à établir leurs propres exploitations dans la région. Le nombre réel de mineurs est bien plus élevé que celui déclaré comme employés de WBL, et le travail des enfants est encore répandu. La société de Beers a ainsi estimé que ces mineurs indépendants (qui travaillent souvent en « réseaux », eux-mêmes contrôlés aux trois quarts par seulement cinq négociants d'origine libanaise) ne recevaient que 8 à 16 % de la valeur des pierres extraites. Sont mis en cause le manque d'information, la surabondance d'intermédiaires, et la faiblesse technologique et syndicale des mineurs.
En ce qui concerne les pierres précieuses à proprement parler, le pays est richement doté, avec des dépôts d'améthyste, aquamarine, émeraudes, rubis, saphirs, tourmaline et, bien sûr tanzanite (pierre d'un bleu profond qui tire son nom du fait qu'elle n'est exploitée que dans des dépôts très localisés autour d'Arusha (à Merelani)). L'essentiel des ressources de gemmes se trouve au nord/nord-est du pays, notamment près de Mererani et Arusha. Des gisements alluviaux non encore exploités ont été découverts dans le sud du pays, dans les régions de Mtwara et Lindi : ceux-ci offrent essentiellement des potentialités pour l'exploitation de saphirs, zircons, grenats, chrysobéryl et spinelle. La production totale de pierres pour 2005 s'est élevée à près de 2 000 t en 2005 - à comparer aux 150 t extraites en 2000.
Merelani, seul gisement connu de tanzanite, est réparti en plusieurs zones d'exploitation (A, B, C et D), qui sont partagées entre mineurs et artisans d'une part (B & D), ou industries à grande échelle (A, C & D). La baisse des rendements, le besoin de creuser toujours plus profond (et donc d'investir de manière conséquente), et une demande américaine ne faiblissant pas ont largement participé de l'augmentation des prix de la tanzanite depuis 2005. L'extraction des grenats (Lemshuko), rhodolites (Lemshuko, vallée de l'Umba), et rubis (Arusha, Rukwa, Ruvuma) pour sa part se développe et s'industrialise rapidement grâce aux investissements étrangers, alors que les gisements alluviaux commencent à atteindre leur fin de vie, notamment dans la région de Ruvuma.
Les pierres brutes sont généralement exportées pour être taillées à l'étranger, et le pays ne retient en fin de compte qu'une fraction marginale de leur valeur (10 millions de dollars en 1996, 29,1 millions en 2003, époque à laquelle le gouvernement a annoncé vouloir imposer une interdiction progressive à l'exportation de la tanzanite vers l'Inde (80 % des pierres étant taillées dans l'État du Jaipur) afin de favoriser le développement d'une industrie locale de la taille. Fin 2005, le gouvernement ne semblait pas avoir mis sa menace à exécution.

#### Or

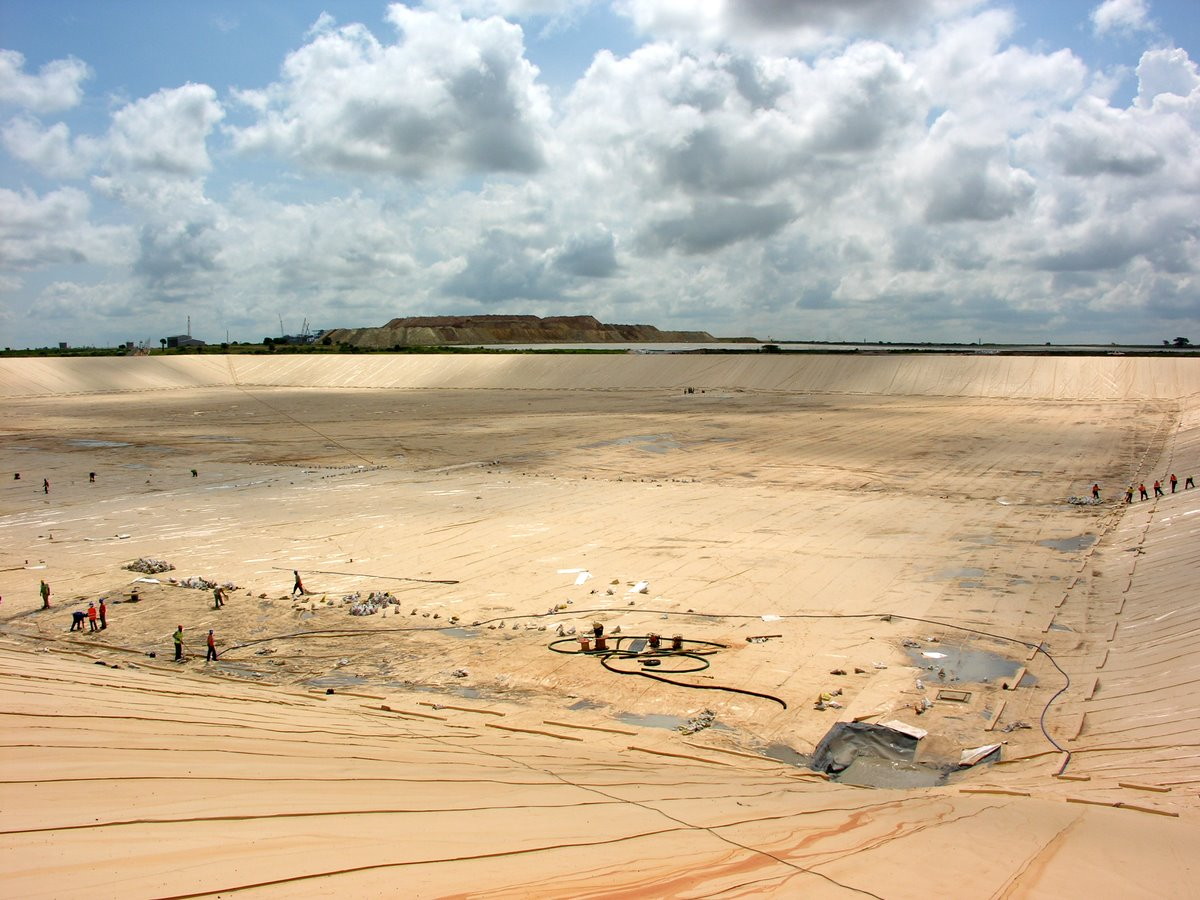
Mine de Buzwagi, Kahama, janvier 2009.

La renaissance de l'industrie aurifère peut être datée à 1999, et depuis l'extraction d'or constitue l'essentiel de l'activité du secteur.
Les deuxièmes plus grandes réserves d'or du continent, après l'Afrique du Sud, seraient concentrées dans le sous-sol tanzanien : il est donc tout naturel que le pays ait concentré depuis le début du XXIe siècle une part substantielle des investissements réalisés en Afrique (près de 15 %), la croissance du secteur avoisinant les 20 % annuels. De 1995 à 2000, ce sont plus d'un milliard de dollars qui seraient passés dans des activités d'exploration minières, l'essentiel étant dévoué à la recherche d'or : conséquence immédiate, la production du métal précieux fut multipliée par cinquante pendant la même période, de 318 kg en 1996 à 15 060 en 2000.
L'ouverture en 2001 de la mine de Bulyanhulu par la compagnie Barrick, avec sa capacité de 400 000 onces/an, a ainsi porté le pays à la troisième place parmi les producteurs du continent (derrière l'Afrique du Sud et le Ghana) à partir de 2006. Cette progression, qui s'est effectuée en moins de 10 ans, est considérée comme largement due aux changements législatifs opérés à la fin des années 1990, avec le passage d'une série de lois en 1997 et 1998 fixant une nouvelle politique de développement minier basée sur des incitations fiscales (les compagnies sont exemptes du paiement de la TVA usuelle de 20 % s'il s'agit d'achat d'équipements miniers) et un cadre législatif (Mining Act) complètement rénové : entre 1998 et 2006, pas moins de six nouvelles mines d'or ont ouvert, gérées par des investisseurs australiens, canadiens et sud-africains.
La plupart des gisements se trouvent au sud du lac Victoria ainsi que dans le sud-ouest du pays : Bulyanhulu est probablement la plus importante, mais on peut également citer Pangea (Barrick), Golden Pride (gérée par Resolute Mining Ltd.) et Geita (opérée conjointement par Anglogold Ltd. et Ashanti Goldfields Co. Ltd.) comme autres filons d'importance, avec des réserves prouvées estimées à 15-20 tonnes au tournant du siècle et selon les gisements ; de manière générale, les filons trouvés dans le pays ont une teneur en or oscillant entre 2,8 et 6,3 g/t.

#### Métaux divers
Les principaux métaux de base (fer, nickel, étain) se trouvent le long d'une ceinture partant de Kagera à Mbeya, en passant par Ruvuma, Kigoma et Mtwara.
Un dépôt de sulfure de Nickel est exploité à Kabanga, dans le nord-ouest du pays, et produit des quantités appréciables de cuivre et cobalt (soit 13 Mt de réserves estimées à 2,1 %, 0,3 % et 0,16 %, respectivement,. D'autres projets d'exploration ont été menés dans la région du Lac Tanganyka ainsi que dans le sud-ouest du pays. Les sulfures particulièrement riches en nickel consistent essentiellement en amas de pyrrhotite, pentlandite, avec un peu de chalcopyrite magnetite.
La production nationale d'acier s'est élevée en 2005 à 47 652 t en 2005, soit le quadruple du volume de 2000. Aluminium Africa Ltd., le principal producteur de tôle ondulée (pour la construction de toits) détenant près de 50 % du marché, exporte également en direction des pays des Grands Lacs.
Du côté des métaux à plus forte valeur ajoutée, l'argent est produit comme sous-produit de l'extraction et du raffinage de l'or ; sa production est stable autour de 13 t, mais de nouvelles licences d'exploration accordée en 2005-2006 devraient permettre d'augmenter ce chiffre. Divers projets de recherche de métaux platineux ont été lancés dans la région des lacs Tanganyka et Malawi, à proximité des dépôts de sulfure de nickel. Les premiers gisements potentiels d'uranium ont été détectés dès les années 1970, notamment près de la réserve de Selous, mais restent largement inexploités. De nouvelles exploitations ont été lancées dans le sud du pays depuis le milieu des années 2000.

### Charbon et Hydrocarbures
Charbon
Le gisement de Kirawa (sud-ouest), pendant longtemps le seul du pays, produit une faible quantité de charbon bitumineux (35 000 t), essentiellement voué à alimenter la centrale électrique voisine. L'exploitation de bassins houillers dans les régions de Ruvuma et Mafia a débuté en 2005, et les réserves totales prouvées avoisines le milliard et demi de tonnes.
Gaz & pétrole
Les réserves prouvées au 1er janvier 2005 approchaient les 22,65 milliards de m3, les grandes multinationales du secteur ayant toutes exploré la région à un point ou un autre de son histoire récente. Le sous-sol reste encore largement inexploité : seuls 35 puits ont été creusés sur plus de 280 000 km2 de bassins sédimentaires, et si les recherches ont longtemps été prouvées vaines, il se pourrait que le Saint Graal pétrolier ait enfin été découvert sur la côte sud-ouest du pays. En tout état de cause, de solides champs gaziers sont déjà en exploitation à Songo Songo et alimentent la consommation nationale : la construction d'un gazoduc de 232 km reliant les Songas à Dar es Salaam fut un temps retardée par la Banque mondiale à la suite de questions relatives à l'impact environnemental du projet.
D'autre gisements dans la baie de Mnazi sont également en cours de mise en valeur : découverts par ENI (alors Agip) au début des années 1980, la concession est rapidement abandonnée par manque de débouchés commerciaux et les forages rebouchés : la licence est rachetée par Artumas en 2004, qui signe un accord gas-énergie avec les régions de Mtwara et Lindi. De nouvelles données sismiques ont par ailleurs doublé l'étendue du champ, qui est passé de 35 à 74 km2.

## Infrastructures

### Transports
Les transports tanzaniens s'effectuent principalement par la route, avec un complément par le rail. Le réseau routier est cependant mauvais, et peu nombreuses encore sont les voies goudronnées : la saison des pluies rend nombre de pistes impraticables pendant des jours, voire des semaines, et le seul lien entre la côte et le lac Tanganyka durant cette période est ferroviaire. Le transport aérien est hors de portée pour l'immense majorité de la population. Il sert essentiellement le tourisme pour ce qui est des connexions internationales, et s'appuie sur un plus grand nombre de pistes de terre pour le trafic régional.

#### Routes
La plupart des routes pavées tanzaniennes se situent dans l'est et le sud-ouest du pays. Dans le reste du pays, des pistes (parfois en gravier) constituent l'essentiel d'un réseau où l'on peut occasionnellement trouver des sections goudronnées mais isolées.
L'autoroute Le Caire-Le Cap (autoroute no 4 sur le réseau autoroutier panafricain) pénètre en Tanzanie depuis le Kenya par la localité frontalière de Tunduma et traverse Arusha, Dodoma, Iringa et Mbeya avant de poursuivre vers la Zambie. Une importante section entre le Parc national de Tarangire et Iringa n'est pas goudronnée, et peut devenir difficile en cas de pluies abondantes. Il s'agit d'un des axes de développement majeur des transports routiers dans le proche avenir, au risque sinon d'étrangler ou freiner l'importante croissance des dernières années.

#### Rail
Avec 3 700 km de voies ferrées réparties sur quatre corridors principaux, la Tanzanie est, comparativement à certains autres pays africains, bien desservie. Conséquence indirecte d'un climat qui peut être cruel avec les routes, c'est le rail qui a longtemps été privilégié pour relier la côte à l'intérieur du pays. Seul le sud-est du pays ne dispose pas de réseau ferré, et les liaisons internationales se limitent à la Zambie, l'Ouganda et le Kenya. Plusieurs projets d'extension vers les autres voisins sont à l'étude.
Le pays dispose de deux compagnies indépendantes, la Tanzania Railways Corporation (TRC) et la Tazara. Cette dernière opère 1 900 km de voies entre Dar es Salaam et Kapiri Mposhi, en Zambie. Les deux réseaux ne sont pas connectés pour cause de différence d'écartement des rails, mais un centre de transbordement est en fonctionnement près de Morogoro, permettant ainsi à un même container de voyager jusqu'en Ouganda ou au Kenya depuis l'Afrique du Sud. Cette section était un élément important du projet britannique de Chemin de fer Le Cap-Le Caire.
Pour pallier une gestion chaotique et plombée par le manque chronique de moyens, les deux compagnies ferroviaires sont en cours de privatisation.

#### Transports aérien et maritime
Le pays dispose de plusieurs ports sur sa côte orientale et sur les Grands Lacs, mais ces deux régions ne sont pas connectées, le transport fluvial étant inexistant dans le centre. Il est à noter que la Tanzanie dispose d'une tradition maritime bien établie, Zanzibar ayant été pendant des siècles le port le plus important de toute la côte africaine de l'océan Indien ; son hinterland s'étendait jusqu'au bassin du Congo. Les marchands swahilis utilisaient des dhows pour commercer le long des côtes, tradition encore bien vivante de nos jours.
Les lignes de ferries sur les Grands Lacs sont gérées par les compagnies ferroviaires nationales des états riverains, le lac Victoria profitant du trafic le plus dense. L'activité sur le Tanganyka a décliné du fait de la guerre en république démocratique du Congo voisin, mais un solide trafic commercial reste entre les villes de Kigoma, Bujumbura (Burundi) et Mpulungu (Zambie), notamment grâce au MV Liemba, ancien navire de guerre allemand bâti en 1913, coulé en 1916 et renfloué (et en activité) depuis 1927.
La compagnie nationale aérienne, Air Tanzania, relie les principales villes du pays, et de petits opérateurs privées commencent à s'intéresser à certaines de ces lignes intérieures. Les trois aéroports internationaux sont à Dar es Salaam, Kilimandjaro (Arusha) et Zanzibar.

### Énergie
La Tanzanie est dotée d'une large variété de sources d'énergies : biomasse, gaz naturel, hydroélectricité, charbon, énergie solaire ou éolienne. Dans les faits, la plupart de ces ressources ne sont pas exploitées, moins de 10 % de la population a accès à l'électricité et, dans les zones rurales, 20 % du temps de travail est consacré quotidiennement à la collecte de bois, qui représente près de 92 % de l'énergie produite. Le reste se répartit entre produits pétroliers (< 7 %) et hydroélectricité(< 2 %).
La compagnie nationale d'électricité, la Tanzania Electric Supply Company (TANESCO), est responsable de 98 % de l'électricité produite dans le pays, essentiellement par le biais de barrages, notamment ceux de Kihansi et Kidatu, qui à eux deux fournissent près de 40 % du total. Ceux-ci sont malheureusement touchés par la sécheresse récurrente depuis quelques années, poussant le gouvernement à investir plus lourdement dans des sources alternatives alors que seuls 400 des 3 800 MW d'énergie hydroélectrique théoriquement disponibles sont construits : avec 11 à 13 % de progression annuelle, les besoins en électricité sont réels et croissants.
La construction du barrage de Rufiji, d'une puissance installée de 2 115 MW, a été lancée en 2019, pour un coût de 3,6 milliards de $. Cet ouvrage, de loin le plus grand de Tanzanie, doit permettre de doubler la production électrique du pays d'ici 2022.
L'énergie thermique, gérée pour l'essentiel par deux compagnies privées (IPTL et Songas), se base sur du pétrole lourd d'importation et, depuis peu, l'exploitation du gaz issu du gisement de Songo Songo directement connecté à une centrale à turbine de Dar es Salaam, ville qui consomme près de la moitié de la production nationale d'électricité à elle seule. Mais les capacités se développent : la station d'Ubungo, à Dar es Salaam, consomme près de 300 millions de m3 de gaz de Songo Songo, et il est prévu que la demande pour celui-ci grimpe jusqu'à 900 millions de m3 vers 2010, notamment grâce à l'installation de nouvelles centrales ou la reconversion de centrales au fioul, comme à Mtwara,.
De nombreuses villes sont encore dépendantes de générateur au diesel vieillissants : en 2004, 18 capitales de districts attendaient encore leur raccordement. Une faible quantité d'énergie est importée de la Zambie et de l'Ouganda voisins pour les villes frontalières. Le pétrole, malgré divers projets d'exploration en cours, est presque entièrement importé : la dernière raffinerie du pays, aux installations obsolètes, a fermé en 2000. L'effort se porte sur le raccordement rapide des zones qui ne le sont pas de manière à ralentir la déforestation. Dans cette optique de protection, les énergies solaire et éolienne ne sont pas exploitées, et le charbon n'est pas utilisé à la pleine mesure de son potentiel non plus, notamment dans l'industrie[réf. nécessaire].

### Télécommunications
Le pays s'est doté en 2003 d'une nouvelle politique nationale concernant les télécommunications principalement axée sur le développement de ses infrastructures et de la formation de la population dans ce domaine. Visant à coordonner des politiques jusqu'ici erratiques, elle montre combien le pays a parcouru un long chemin depuis la promulagation de l'ordonnance d'interdiction des équipements électroniques et télévisions, en 1974. Promulguée par le premier président du pays, Julius Nyerere, celle-ci reflétait sa vision selon laquelle la présence de la télévision accroisserait le fossé entre riches et pauvres. La première chaîne privée fut finalement lancée en 1994, sept années avant la première émission du service public. Les mesures de libéralisation des ondes (radio et télé) de 2001 ne s'appliquent d'ailleurs pas à Zanzibar, qui ne possède pas de médias privés (ceux du continent restant cependant accessibles). Le manque de professionnels disposant de la formation adaptée fait cependant sentir ses effets, et le gouvernement essaie d'investir plus particulièrement dans ce secteur éducatif (notamment via la création du Mosi Institute of Technology, calqué - modestement - sur le MIT américain).
Les progrès enregistrés depuis le début des années 2000 s'expliquent entre autres par la conjonction de deux facteurs[réf. nécessaire] :
- la libéralisation du secteur (postes et télécommunications), qui a permis l'arrivée de nouveaux acteurs, et donc de nouveaux investissements. L'opérateur national (TTCL) a également été partiellement privatisé. Les procédures administratives ont été simplifiées, notamment par la mise en place du Tanzania Investment Centre, un guichet gouvernemental unique[réf. nécessaire] ;
- la mise en place d'un cadre réglementaire cohérent, avec deux autorités indépendantes pour les médias et les télécommunications, remplacées en 2005 par la Tanzania Communications Regulatory Authority[réf. nécessaire].

Le paysage des télécoms tanzaniens reste quoi qu'il en soit excessivement déséquilibré, avec l'essentiel des infrastructures et investissements toujours concentrés dans la capitale économique. Le manque de moyens est criant, de même que le manque de personnels qualifiés : certaines écoles, afin de familiariser leurs étudiants avec le matériel informatique en dépit de la pénurie, donnent leurs cours sur des ordinateurs en bois ou carton. Quand bien même la loi prévoit la mise en place d'une politique d'accès universel pour le monde rural (80 % de la population), celle-ci est laissée faute de moyens aux bons soins du secteur privé, souvent concentré sur les zones urbaines plus denses[réf. nécessaire].

#### Téléphonie fixe et mobile
La télédensité du pays est faible, avec moins de 15 lignes mobiles pour 100 habitants en 2006, mais reste en progression constante, notamment à Dar-es-Salaam. Le réseau est désormais dans sa grande majorité numérique et la pénétration dans les zones urbaines s'accélère.
En 2005, la partie continentale du pays a modifié son système d'attribution de licences pour copier celui appliqué avec succès par la Malaisie à la fin des années 1990 : d'un système « vertical » (droit d'opérer un réseau de télécoms OU de radiodiffusion et de fournir des services sur celui-ci), on est passé à une approche « horizontale » (la licence permet de posséder un réseau de télécommunications ET de radiodiffusion, mais une licence distincte est attribuée pour fournir les contenus et services sur ledit réseau). Cette réforme, la première de ce type sur le continent africain, a permis aux investisseurs de se concentrer sur leur métier de base (infrastructures ou services) et sur un maximum de secteurs simultanément. Cette réforme a permis l'augmentation des investissements directs étrangers, et devrait favoriser à terme l'arrivée rapide de services téléphoniques par le biais de la télévision câblée, de la télévision par téléphone, et de l'internet sur tous les médias existants : la Tanzanie est le premier pays africain à s'être adapté aux phénomènes de convergence des technologies[réf. nécessaire].
La Tanzania Telecommunications Company (TTCL) est le seul fournisseur d'accès fixe sur le continent, son alter ego Zantel, une compagnie privée opérant depuis Zanzibar, visant à prendre pied dans le reste du pays à court terme. La TTCL était en situation de monopole jusqu'à sa privatisation partielle en 2001 : cinq opérateurs mobiles se partagent désormais les licences pour l'ensemble du pays. Conséquence de cette concurrence accrue, les prix des services ont diminué de plus de la moitié en cinq ans. Comme dans la plupart des pays en voie de développement, l'absence d'infrastructures dans un pays à la densité de population faible favorise grandement le développement de la téléphonie mobile : 97 % de la population peut en théorie avoir accès à un réseau mobile.
La compagnie de chemins de fer a également déposé une demande de licence pour opérer le long de la ligne Dar es Salaam - Mwanza. Le pays a également été sélectionné pour la mise en route d'un projet-pilote de télécentre à Sengerema (près de Mwanza). Ce projet, mené en coopération avec l'UIT et l'UNESCO (et peut-être la FAO et d'autres acteurs potentiellement intéressés), vise à développer un centre multi-services capables de coordonner les activités commerciales, agricoles et gouvernementales.

#### Internet
Le marché est dominé par trois fournisseurs d'accès qui obtinrent leur licence lors du premier appel d'offres en 1996 : les conditions d'obtention se résument à 100 000 dollars de frais, plus 5 % de redevance sur tous les services à valeur ajoutée. Les trois opérateurs dépendent de capitaux internationaux, avec participation locale dans le cas de Datel (coopération entre Nexus International, entité appartenant à France Télécom, et TTCL). L'université de Dar es Salaam dispose également d'une licence, mais celle-ci (gratuite) est limitée à la communauté universitaire et elle ne peut en faire commerce avec le grand public. Les fournisseurs d'accès devant passer par les bandes satellitaires pour accéder à l'international, la mise en place d'Eassy (pour East African Submarine Câble System), un câble sous-marin de 9 900 km reliant à partir de fin 2008 la côte est-africaine au reste du monde, devrait permettre de faire baisser les coûts de connexion.
Les cybercafés sont désormais omniprésents dans les villes du pays, mais les efforts du gouvernement pour développer l'accès de la population à internet ont eu, au moins dans les premiers temps, un impact particulièrement limité : l'utilisation voire la connaissance des réseaux restent marginales.

## Structure économique

Les régions agricoles tanzaniennes

### Secteur primaire

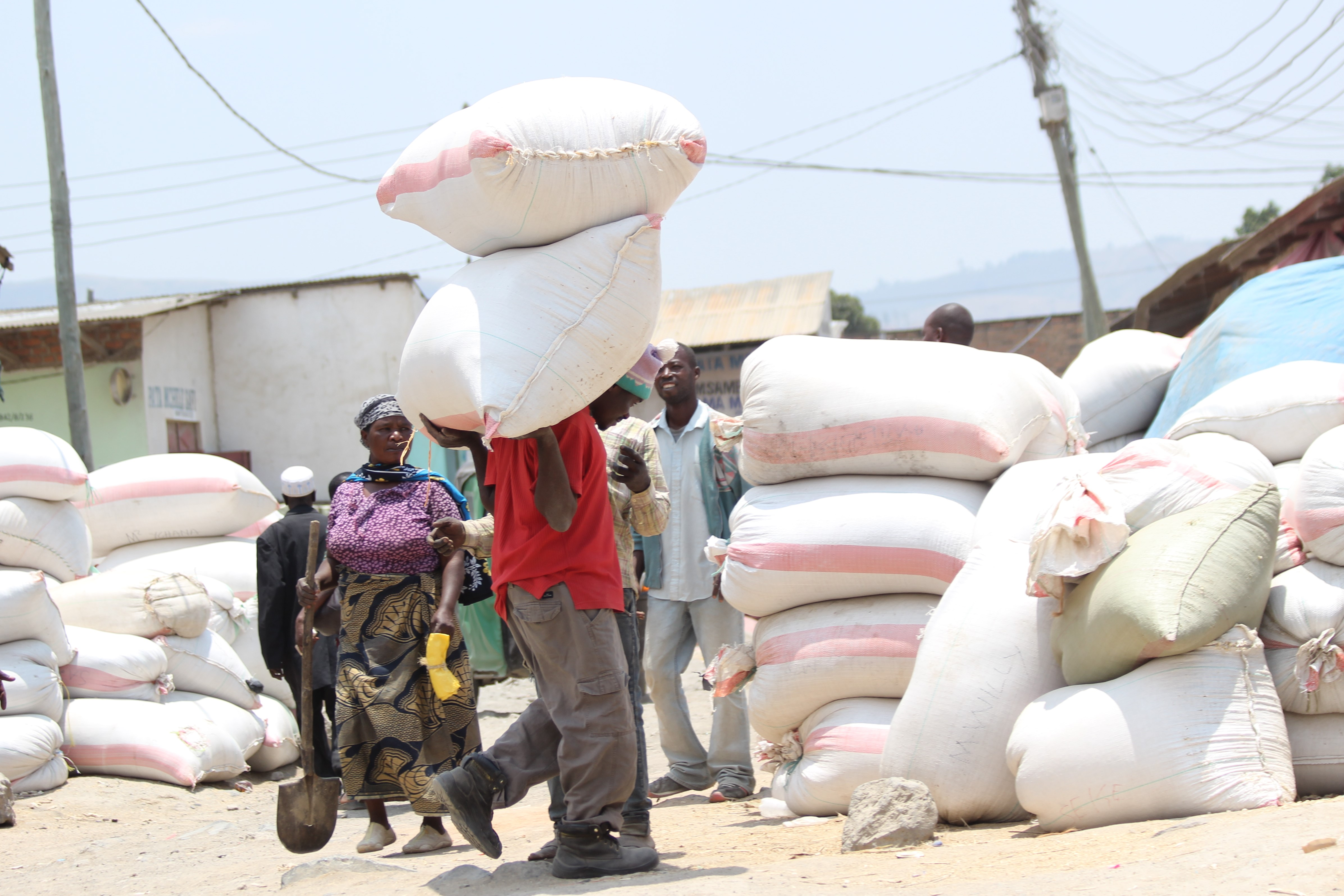
Transport de riz.

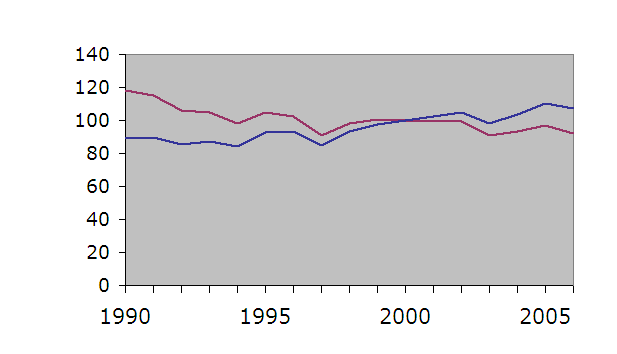
Production alimentaire totale (bleu)/par habitant (rouge). Indice 100 en 2000.

Pendant toutes les années 1970, le gouvernement impose un modèle de production agricole basé sur de grandes fermes d'État. Cette stratégie, conjuguée à la mise en œuvre de l'ujamaa, conduit à la disparition rapide du modèle traditionnel d'utilisation des ressources et, en dernier lieu, à une dégradation des sols accélérée. Dès les années 1980, le National Environmental Management Council met en place des politiques de protection (près du quart du territoire est désormais protégé) et, à partir de 1992, une politique de développement durable.
Aujourd'hui encore la santé de l'économie tanzanienne se mesure à l'aune de celle de son secteur agricole. Celui-ci emploie encore une majorité de la population active et touche plus ou moins directement de larges portions des autres secteurs économiques du pays. En 2004, le secteur primaire concentrait près de 51 % des gains en devises, 75 % des emplois, et 47 % du PNB. L'abandon du modèle socialiste a permis le retour de petites exploitations familiales (essentiellement de subsistance), à côté desquelles cohabitent de large domaines commerciaux dont la production est tout entière vouée à l'export.
Historiquement, les exportations sont basées sur un nombre limité de produits, avec par ordre d'importance le café, le coton, le thé, le tabac et la noix de cajou, mais leur importance relative a commencé à diminuer au profit d'une modernisation basée sur les matières premières (minerais, pétrole et gaz représentent désormais la première source de devises) et le tourisme. Près de six millions de personnes (sur une population active de 15 millions en 2004) sont encore dépendantes de ces cultures commerciales, auxquelles il faut ajouter des produits plus confidentiels ou en crise tels que le sisal, les épices et le pyrèthre.
La volatilité des marchés mondiaux des matières premières agricoles n'a pas toujours permis de traduire les progrès réalisés - que ce soit au niveau de la productivité, de l'emploi d'engrais, d'une meilleure gestion des sols - en gains immédiats ou même notables pour l'économie. Il convient également de noter la place croissante qu'occupent dans les exportations alimentaires les produits à haute valeur ajoutée que sont le bétail, le poisson et l'horticulture.
La Tanzanie a produit en 2018 :
- 5,9 millions de tonnes de maïs ;
- 5 millions de tonnes de manioc (12e producteur mondial) ;
- 3,8 millions de tonnes de patate douce (4e producteur mondial, juste derrière la Chine, le Malawi et le Nigéria) ;
- 3,4 millions de tonnes de banane (10e producteur mondial, 13e avec la production de plantain) ;
- 3 millions de tonnes de riz ;
- 3 millions de tonnes de canne à sucre ;
- 1,7 million de tonnes de pomme de terre ;
- 1,2 million de tonnes de haricot (6e producteur mondial) ;
- 940 000 tonnes d'arachide (7e producteur mondial) ;
- 930 000 tonnes de graines de tournesol (12e producteur mondial) ;
- 808 000 tonnes de sorgho ;
- 561 000 tonnes de graine de sésame (5e producteur mondial, perdant uniquement au Soudan, au Myanmar, à l'Inde et au Nigéria) ;
- 546 000 tonnes de noix de coco (11e producteur mondial) ;
- 454 000 tonnes de mangue (y compris mangoustan et goyave) ;
- 389 000 tonnes d'ananas ;
- 373 000 tonnes d'orange ;
- 356 000 tonnes de tomate ;
- 238 000 tonnes de coton ;
- 171 000 tonnes de noix de cajou (6e producteur mondial).

En plus de petites productions d'autres produits agricoles, comme tabac (107 000 tonnes, 8e producteur mondial), café (55 000 tonnes), thé (36 000 tonnes) et sisal (33 000 tonnes).

#### Production vivrière

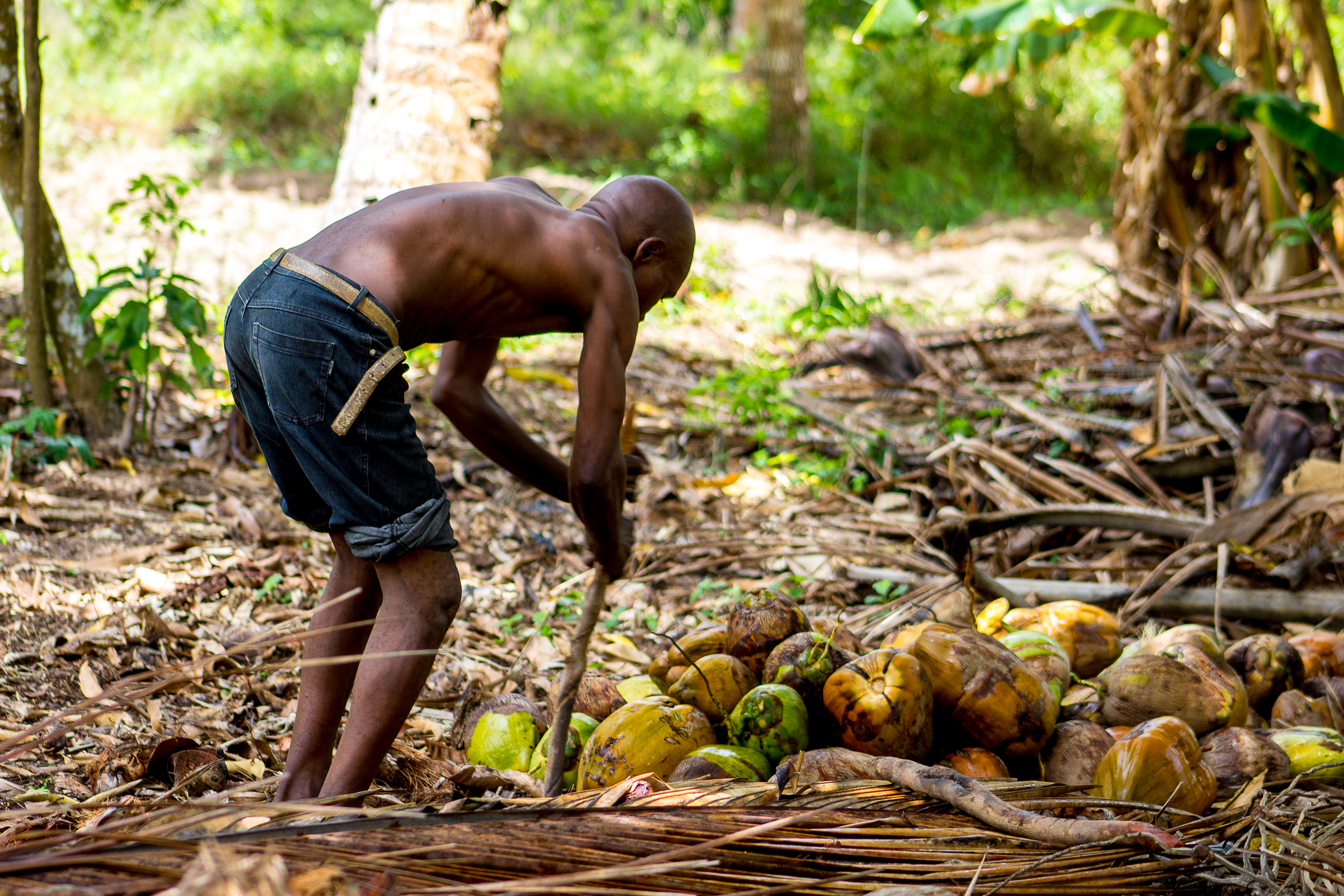
Récolte de la noix de coco à Mkuranga

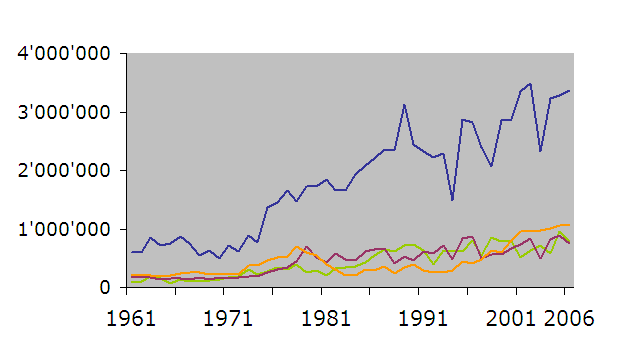
Maïs (bleu) ; patate douce (orange) ; sorgho (violet) ; riz (vert). Tonnes par an.

La production vivrière est, en Tanzanie, essentiellement le fait de petites exploitations indépendantes, avec quelques exceptions pour le riz et le sucre, où quelques exploitations de niveau industriel se sont développées. La variété des climats et des sols permet au pays de diversifier les sources de son alimentation : tout d'abord les céréales de base, tels le maïs et le riz, puis les céréales résistantes à la sécheresse (cassave et millet) et toutes les sources d'alimentation agricole comme les pommes de terre et diverses variétés de bananes.
Le maïs constitue la principale céréale de subsistance (3 millions t./an), suivi par le riz (600 000 à 700 000 tonnes) et, dans une moindre mesure et suivant les régions, le sorgho, le millet, le blé, et les pommes de terre. Le principal obstacle au développement des cultures de maïs et riz s'explique par les sécheresses récurrentes qui accablent la région, notamment le centre du pays. Ce type d'agriculture accapare l'immense majorité de la population active : la faiblesse des rendements, toujours soumis aux aléas météorologiques, et le manque de moyens font que le pays reste malgré tout juste autosuffisant pour une partie de son alimentation.

#### Cultures commerciales

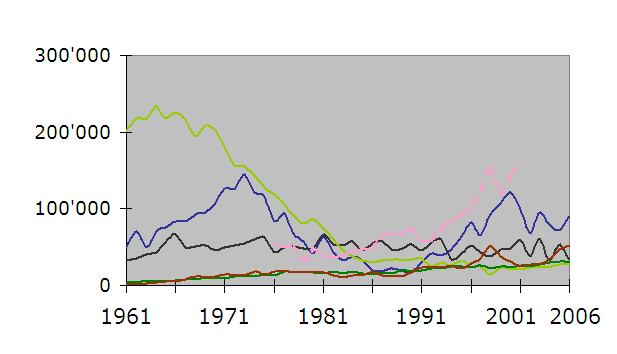
Noix de cajou (bleu) ; café (noir) ; tabac (marron) ; sisal (vert clair) ; thé (vert) ; poissons (rose). Tonnes par an.

L'agrobusiness - la production de produits alimentaires destinés à l'exportation - est encore à un stade embryonnaire : dépendant de petites exploitations, la productivité, les rendements et revenus y sont faibles, ainsi que les investissements qui de plus s'opèrent sur des parcelles réduites.
L'agrobusiness tanzanien est structurellement difficile à distinguer de la production agricole générale, les divers acteurs s'occupant de la production, du traitement, transport, stockage et de la vente des intrants et extrants. On distinguera cependant les exports traditionnels (café, coton, tabac, noix) et non-traditionnels (fleurs, épices, oléagineux).
En dépit des avantages que peut présenter le climat tanzanien, ainsi que sa main-d'œuvre peu coûteuse, les produits locaux ont du mal à s'imposer sur les marchés mondiaux. Le gouvernement a donc là aussi lancé plusieurs politiques d'incitation à l'investissement pour les acteurs étrangers, notamment dans le domaine de l'horticulture et des produits destinés au segment biologiques.

#### Pêche

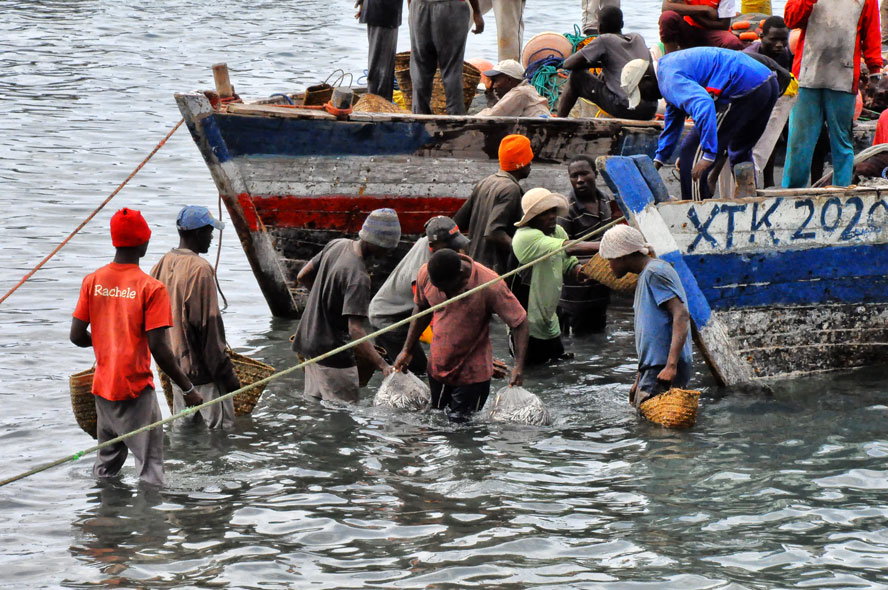
Pêcheurs à Dar es Salaam, septembre 2012.

On distingue deux types de pêche en Tanzanie : celle dans les eaux peu profondes de l'océan Indien, dans les détroits de Mafia et Zanzibar notamment, qui reste encore pour beaucoup l'apanage de petits pêcheurs et concerne surtout les petits pélagiques, homards et crevettes ; et la pêche en eau douce dans les grands lacs, importante industrie d'exportation, notamment de tilapias et perches du Nil.
90 % du poisson pêché dans le pays est destiné à la consommation locale, et des accords de mise en valeur des ressources halieutiques océaniques ont été signés, notamment avec l'Union européenne, qui collabore également au recensement des activités de pêche illégale dans les eaux tanzaniennes.

### Industrie et services
Le secteur industriel tanzanien peut être décrit, au choix, comme inexistant ou sous-compétitif. La seule industrie présente est représentée par d'anciennes entreprises d'État à l'inefficacité chronique et vouées à satisfaire des besoins locaux limités ou à transformer la production agricole nationale. Une vague de privatisations, au tournant du siècle, aura cependant permis d'attirer de nombreux capitaux étrangers, et des investisseurs majeurs comme JTI ou Lafarge. Par ailleurs, ces derniers sont désormais disposés à développer les ressources locales.
La production de ciment, bien qu'encore essentiellement destinée à la construction d'habitations, a vu sa croissance tirée par le secteur minier (8 % en 2000, 7 % en 2001) et passer de 833 000 t en 2000 à près de 1,4 Mt en 2005. Les trois grandes cimenteries du pays (Tanzanian Portland, Tanga et Mbeya Cement) utilisent le gypse extrait dans la région de Mwanza et l'exportent vers les Grands Lacs et les Comores. Un projet de mise en valeur d'un gisement de carbonate de sodium près du lac Natron a été abandonné par le gouvernement après d'importantes manifestations concernant son impact sur l'écologie d'une zone touristique importante.
Car c'est bien le tourisme qui fait désormais figure, au niveau de l'industrie et des services, de principal générateur de devises étrangères. De 12 000 touristes annuels en 1961, le pays accueille désormais plusieurs centaines de milliers de personnes chaque année et vise le million de visiteurs annuels à l'horizon 2010,. Neuvième destination sur le continent, les voyageurs constituent la deuxième source de devises du pays après l'agriculture, leur poids passant de 1 à 13 % du PNB entre 1980 et 2000,.

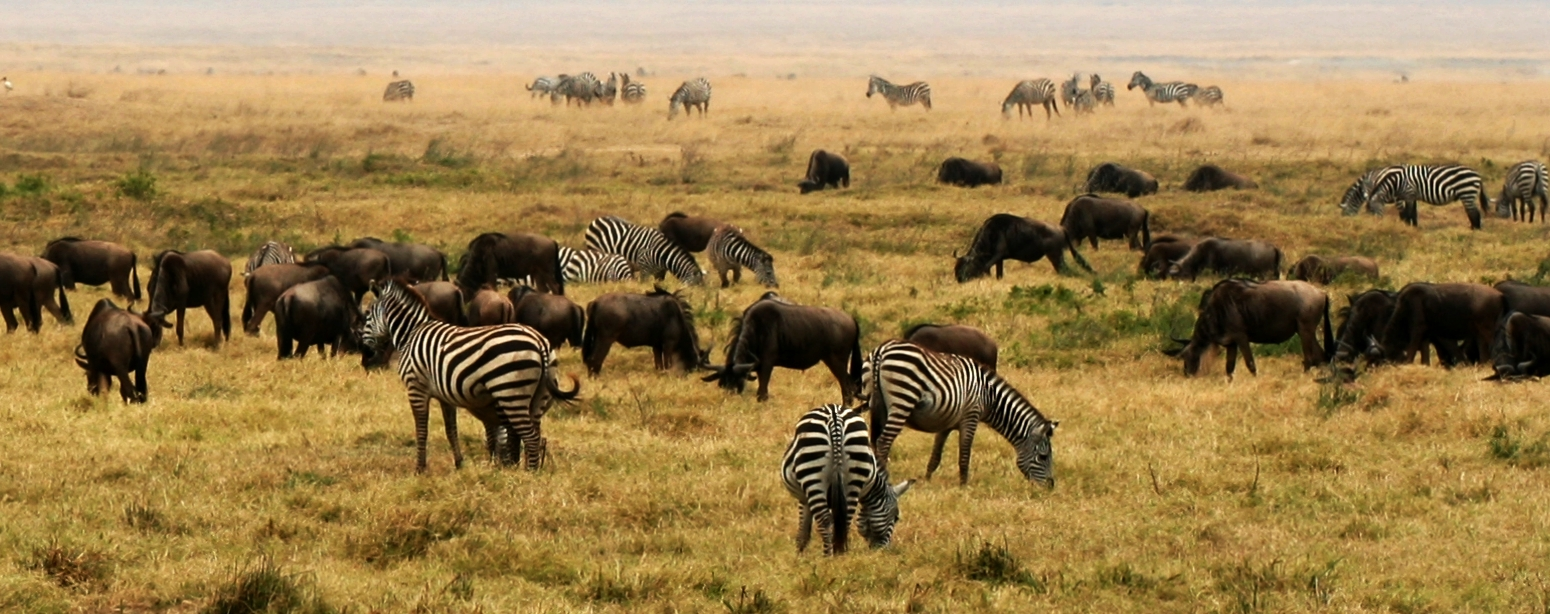
Zèbres et gnous, cratère du Ngorongoro.

Avec pas moins de sept sites listés au patrimoine mondial de l'UNESCO, dont le célèbre parc national du Kilimandjaro et la vieille ville de Zanzibar, l'essentiel de ces visites concerne l'intérieur du pays, où la faune sauvage constitue l'attraction principale de parcs et réserves couvrant 24 % du pays. Les zones côtières sont encore peu développées, peu accessibles et, dès lors, peu fréquentées en regard de leur potentiel. Les régions de Kilwa et Mafia ont cependant été identifiées comme prioritaires du fait de leur environnement unique.
Enfin, difficile par nature à quantifier, le secteur informel serait particulièrement développé dans l'industrie minière, ou nombre de petits exploitants vivraient en marge ou aux dépens des grandes concessions internationales.

## Commerce extérieur

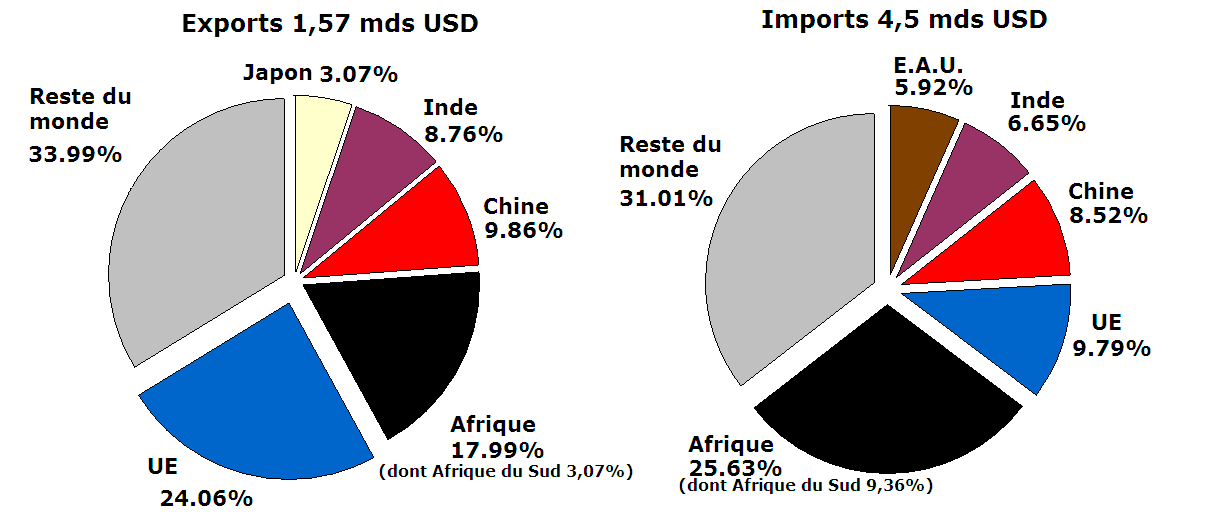
Les principaux partenaires de la Tanzanie en 2006
(Source : FMI)

Le commerce extérieur de la Tanzanie, largement déficitaire, reflète assez bien son histoire ancienne (les Émirats arabes unis sont parmi les plus importants partenaires) et récente (le pays fut l'un des premiers contacts africains de la jeune république populaire de Chine), ainsi que son orientation agricole (l'Union européenne est le premier marché pour les poissons et produits agricoles tanzanies) et minière (la majeure partie des pierres précieuses extraites sont taillées en Inde).
Plus généralement, la politique commerciale du pays s'oriente vers une baisse des barrières douanières entamée dans les années 1990 et au début des années 2000, qu'elles soient tarifaires ou non tarifaires. L'objectif avoué étant de forcer les entreprises locales à devenir plus compétitives,, les tarifs à l'importation ont diminué de moitié en l'espace de quelques années, et le pays se compare désormais favorablement face à ses voisins quant à la facilité de commercer.
La Tanzanie est membre de l'OMC, de la Communauté de développement d’Afrique australe (SADC), et de la Communauté d'Afrique de l'Est (AEC) depuis 2001, après avoir quitté le Marché commun de l'Afrique orientale et australe (COMESA) en 2000 (qu'elle envisagerait cependant de réintégrer. En tant que pays ACP, elle bénéficie également des conditions préférentielles pour ses exportations à destination de l'Union européenne en vertu des accords de Lomé et Cotonou et des accords de partenariat qui leur ont succédé.